# NIC-43
La NIC-43  es una importante carretera nacional clasificada como colectora principal en Nicaragua. Esta vía comienza en el Sur, conectándose con la NIC-3 en Jinotega, Departamento de Jinotega y culmina en la Carretera a Bolinki en el poblado Wamblán, departamento de Jinotega.

## Extensión
Con una extensión de 71,18 millas (114,6 km), la NIC-43 juega un rol clave en la conectividad y transporte de la región.